# Jørgen Roed
Jørgen Pedersen Roed (født 13. januar 1808 i Ringsted, død 8. august 1888 i København) var en dansk portræt- og genremaler.
Jørgen Roed var søn af gårdfæster og vognmand Peder Jørgensen Roed og Ellen Hansdatter Jensen. Allerede i skoletiden havde han lejlighed til at lære at tegne og male, og den iver, hvormed han tilegnede sig, hvad den vistnok noget begrænsede undervisning kunne byde ham, havde den virkning, at hans forældre efter hans konfirmation sendte ham til København for at gå på Kunstakademiet, uden at der synes at have været tale om, som ellers sædvanlig, at sætte ham i malerlære. 

## Undervisning
Poed var blevet anbefalet til portrætmaler Hans Hansen, hos hvem han også snart efter kom til at male, idet denne dog indskrænkede sig til at lade ham kopiere, hvad han havde for hånden, således at for eksempel Roeds i 1824 udstillede første billede, Kopi efter Rafael, i virkeligheden var malet efter hans lærers kopi af det ene af de små englehoveder, som ses ved foden af Rafaels sixtinske Madonna. Først to år efter udstillede han et selvstændigt arbejde, portræt af hans første lærer i kunstens hemmeligheder fra skoletiden i Ringsted, kateket Fyhn. 

## Ungdomsårene
Imidlertid døde Hansen, og samme år (1828) fik Roed adgang til Eckersbergs malerskole og forblev hele sit liv en trofast beundrer af denne sin lærer. I Akademiet foregik samtidig hans oprykning gennem klasserne jævnt, men langsomt, ligesom Roed overhovedet livet igennem mere viste sig som en solid og samvittighedsfuld arbejder i kunstens tjeneste, der trængte til bunds i sin tilegnelse, end som genial opfinder eller skaber. Han vandt først 1831 den mindre og 1833 den store sølvmedalje, og guldmedaljerne tænkte han ikke på at konkurrere til. 
I disse år malede han en del, efter nutidens målestok mindre billeder, hvori umiskendelige Anlæg, selvstændig Stræben og den alvorligste Benyttelse af de Midler, der tilbød sig til kunstnerisk Udvikling, som Akademiet erkendte hos ham, tydeligt viste sig, men også noget mere, thi der var i disse hans ungdomsarbejder en smukkere og stemningsrigere malerisk virkning, en blødere farvebehandling og et mildere foredrag end i senere arbejder, hvor den efterhånden udviklede målbevidste sikkerhed og kraft i form og farve ikke sjælden parredes med en vis tørhed i opfattelse og gengivelse. 
Til disse billeder fra ungdomsårene hører et lille vinterbillede: Besøget i Præstegaarden (1833), skarpt og klart i gengivelsen, medens i Afsked på Toldboden (1835), hvor det smukt fortalte optrin foregår i en diset luft, hele billedet har et fint poetisk skær. Også i nogle arkitekturbilleder fra Frederiksborg og Roskilde viste han sin evne til at forbinde den grundigste formsikkerhed med fin og sand malerisk virkning. 

## Rejser til Tyskland og Italien
Fra 1835 søgte han Akademiets anbefaling til en rejseunderstøttelse, men da dette, efter sin daværende kunstopfattelse, følte sig forpligtet til at indstille ikke alene Marstrand, men også Gurlitt før ham, fik han først fra 1837 en toårig rejseunderstøttelse fra Fonden ad usus publicos (Fonden til offentlige formål), fornyet for de følgende to år af fonden og Akademiet. Efter et ophold i Düsseldorf, hvor han ikke følte sig vel, rejste han til Italien og opholdt sig den længste tid i Rom. 
Han malede her nogle billeder, der stod på arkitekturmaleriets grænse, og et par altertavler til landsbykirker. Tillige udførte han en kopi efter Rafaels store billede Madonnas Kroning i Vatikanets samling. 
Da han i 1842 kom hjem, vakte såvel denne kopi som et arkitekturbillede opmærksomhed for ham. Sommeren 1843 blev han agreeret, og 1844 blev han medlem af Akademiet som portrætmaler, idet han havde udført et knæstykke af H.W. Bissen.

## Den italienske periode
Hovedværkerne fra den italienske periode er Fængselsgården i Palazzo del Bargello, hvor Roed viser sin sikkerhed inden for arkitekturmaleri og forener det med genrekunsten med livlig gruppering af folketyper. Yderlige to værker fra den italienske periode bør nævnes Scene fra Villa Borgheses have i Rom og La Scala Santa i klosteret ved San Benedetto ved Subiaco.
| - Scener fra Italien - Scene fra Villa Borgheses Have i Rom, ca. 1839, Nivaagaards Malerisamling - Fængselsgården i Palazzo Bargello i Firenze, 1842, Statens Museum for Kunst - La scala Santa i klosteret San Benedetto ved Subiaco, 1857, Nivaagaards Malerisamling |

## Portrætter
Roed malede i den følgende tid en mængde portrætter, altid solidt og forstandig udførte, omend ikke lige åndrige. Blandt hans portrætter kan fremhæves: J.C. Drewsen (1845), Welhaven (1854), Anders Sørensen Vedel (1858), Albert Küchler (1863), højskoleforstander Stephansen (1866), biskop Brammer og Marstrand (1868), sammes portræt (1873) til Den kongelige Malerisamling, Kingo (1856) og hans eget portræt (1858). En kopi, der vakte en del opmærksomhed, var efter Rafaels sixtinske Madonna i Dresden, som han efter Martin Hammerichs bestilling malede på stedet i 1851. 
Han var for anden gang i Italien 1861 for Det anckerske Legat, og blev 1862, efter sin hjemkomst, professor ved Akademiets modelskole. Ved den omordning af Akademiet, som var slået fast allerede 1857, fik han nu lejlighed til at føre undervisningen i modelskolen ind i et nyt og fastere spor. Ved sin store dygtighed i teknisk henseende, sin kærlighed til kunsten og alvorlige tilegnelse af sand dannelse havde han de bedste forudsætninger til at være en god lærer og røgtede denne sin gerning med stor samvittighedsfuldhed og troskab, indtil alderen ligesom stivnede de tilvante former. 
I oktober 1887 tog han sin afsked og fik titel af virkelig etatsråd, men allerede 8. august 1888 afgik han ved døden. 1859 var han blevet Ridder af Dannebrog og 1878 Dannebrogsmand.
Foruden portrætter malede Roed ikke så få altertavler og religiøse billeder, deriblandt den meget store fremstilling af Jesu Korsfæstelse (1866) til den genopførte kirke i Frederiksborg Slot, en udmærket anordnet og dygtig gennemført, men ikke særlig gribende gengivelse af det mægtige emne. Tillige malede han mindre og større livsbilleder, deriblandt med figurer i legemsstørrelse Sjællandske Høstpiger, som hæge sig ved Brønden, hvilket blev købt til den kongelige malerisamling, der også ejer nogle mindre genrebilleder og efter kunstnerens død har erhvervet et par billeder fra hans italienske rejse og to portrætter.

## Vurdering
Det var mere ved den kunstneriske behandling, Roeds billeder øvede tiltrækning, end ved indholdet eller handlingen. I hans genrebilleder var motiverne simple og gav mere en situation end en fortælling, i alterbilleder holdt han sig så nær som muligt til overleveringen. Skønt farvegivningen ikke hørte til hans hovedfortrin, tiltalte den altid ved ærlig naturlighed, og Roed bevarede heri, lige til sin høje alder, den samme kraft og sandhed og kunne endog i et enkelt billede – et studie fra stranden nord for Helsingør – nå en finhed i tonen, der kunne minde om hans ungdomsarbejder. I sin alderdom ikke alene modellerede han en portrætbuste af sin hustru, men udførte den endog selv ret heldigt i marmor.

## Ægteskab
Roed havde inden sin udenlandsrejse i 1837 forlovet sig med Emilie Mathilde Kruse (1806-94), en datter af kongelige skuespiller Jens William Kruse. Hun ventede trofast på ham under hans lange udenlandsrejse, og først 22. maj 1842 holdt de bryllup. Foruden den foran nævnte søn havde de kun datteren Helene, der blev gift med den svenske professor Carl Rupert Nyblom. Roed og hans begavede hustru samlede en ikke lille kreds af kunstnere og kunstvenner om sig, og til denne hørte også den langt yngre Julius Lange, på hvem Roed udøvede betydelig påvirkning i kunst-æstetisk retning.
Jørgen Roed er begravet på Ringsted Kirkegård.

## Billeder
| - Jørgen Roed og familie - Ellen Roed, f. Jensen, Roeds mor, 1849 - Roed af H.W. Bissen, 1859 - Emilie Mathilde Roed, f. Kruse, kunstnerens hustru, 1871 - Roed af Vilhelm Tillge, uden datering - Af ukendt |

| - Tegniger og tryk af Jørgen Roed - H.W. Bissen med kalot, 1840 - Kvindehoved, profil mod venstre. Kunstnerens hustru, Emilie Roed, 1844 - J. Th. Lundbye, brystbillede, 1848 - Generalpostdirektør, greve OS Danneskjold-Samsøe Udateret - Signe Roed, kunstnerens søster, med hånden under kinden, udateret - En malkepige, 1832. Radering - Karusselgården ved Frederiksborg, 1836. Gravering - Roskilde Domkirke, set fra Sydvest, 1837. Radering - Friedrich Sarauw, 1845. Stylografi - Roeds mor, Ellen Roed, 1848. Stylografi - Christen Købke, 1849. Gravering - Sønnen Holger Roed, 1874. Litografi |

| - Malerier af Jørgen Roed - Peter Hans Mønster, biskop i Aarhus, 1838 - Emil Normann, 1830 - Johan Christian Drewsen, 1843 - Kaptajn J.F. Møller, 1875 - Vilhelm Melbye, ukendt dato - Frederik Paludan-Müller, ukendt dato |